# Ibitiúra de Minas
Ibitiúra de Minas là một đô thị thuộc bang Minas Gerais, Brasil. Đô thị này có diện tích 78,386 km², dân số năm 2007 là 3382 người, mật độ 54,9 người/km².